# Menomonie (Wisconsin)
Menomonie település az Amerikai Egyesült Államok Wisconsin államában, Dunn megyében, melynek megyeszékhelye is. Lakosainak száma 16 843 fő (2020. április 1.).

## Népesség
A település népességének változása:

| 2010 | 16 264 |
| 2020 | 16 843 |